# Nikolaus Gross
Nikolaus Gross (30 septembre 1898 à Niederwenigern (Hattingen) - 23 janvier 1945 à Berlin) est un résistant allemand de la Seconde Guerre mondiale, syndicaliste et journaliste, martyrisé par les Nazis en 1945, et béatifié par le pape Jean-Paul II en 2001.

## Biographie

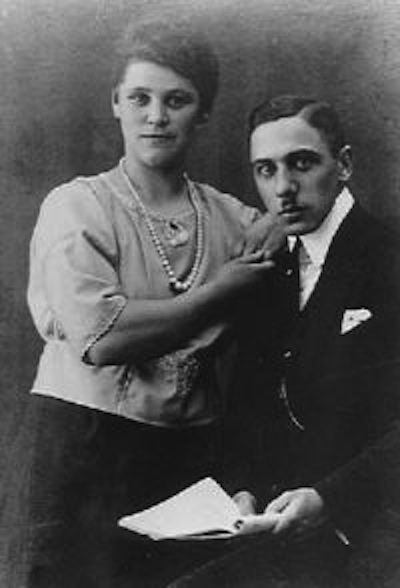
Nikolaus Gross et sa femme.

Nikolaus Gross est né le 30 septembre 1898 à Niederwenigern, dans la banlieue d'Essen.
Il travaille dans l'industrie métallurgique d'abord, puis devient mineur, tout en continuant des études qu'il avait dû interrompre pour prendre un travail.
En 1917, il adhère au syndicat l'Union des mineurs chrétiens, et dès 1918 au parti politique Zentrum, centriste et d'obédience catholique. En 1919, il intègre l'Association des mineurs de Saint Antoine rattachée au Mouvement ouvrier catholique (Katholische Arbeiterbewegung, KAB) qui aide et défend les ouvriers et mineurs chrétiens. Il en devient le secrétaire de la section jeunes, et le rédacteur adjoint de la publication éditée, Bergknappe (Le Mineur). En 1927, il devient rédacteur en chef du journal des travailleurs de l'Ouest de l'Allemagne, Westdeutsche Arbeiterzeintung, porte-parole du KAB.
Il s'est marié entre-temps avec Élisabeth Koch, avec laquelle il a 7 enfants.
Dès 1929, il prend clairement conscience des dangers du nazisme débutant. Il affirme que « l'on doit obéir à Dieu plutôt qu'aux hommes et même, que la désobéissance est un devoir lorsqu'on nous demande quelque chose contre Dieu ou la foi », et écrit en 1930 : « en tant que travailleurs chrétiens nous rejetons le nazisme définitivement, résolument et clairement ».
Dès la prise de pouvoir par Hitler en 1933, son journal est déclaré hostile à l'état, et sera supprimé en 1938. Nikolaus poursuit cependant ses activités dans un réseau de résistance, soutenant les valeurs de l'Évangile, et la force de la foi parmi les ouvriers. Il écrit plusieurs pamphlets, dont certains seront saisis par la Gestapo, ce qui lui valut de permanentes perquisitions policières. Il ne participe pas à l'attentat du 20 juillet 1944 de Claus von Stauffenberg, bien qu'il en ait été parfaitement au courant.
Toutefois, à la suite de cet attentat, durant la vague d'arrestations et d'exécutions qui ont suivi, Nikolaus est arrêté le 12 août 1944 et emprisonné à Ravensbrück, puis transféré à Berlin.
Il est condamné à mort le 15 janvier 1945 sur la suspicion du juge qui a indiqué : « Il n'a pas arrêté de nager dans la trahison et conséquemment il doit y plonger », et il est pendu à la prison de Plötzensee. Son corps est brûlé et ses cendres dispersées.

## Mémoire
- Nikolaus Gross a été béatifié le 7 octobre 2001 à Rome par le pape Jean-Paul II.
- Sa fête a été fixée au 15 janvier.
- Pensée personnelle : « La foi et la confiance sont comme le pain et la lumière ».

## Sources
- Osservatore Romano : 2001 n.41 p. 1-2  n.42 p. 2
- Documentation Catholique
- Magnificat - no 194 - p. 222